# Vonná tyčinka

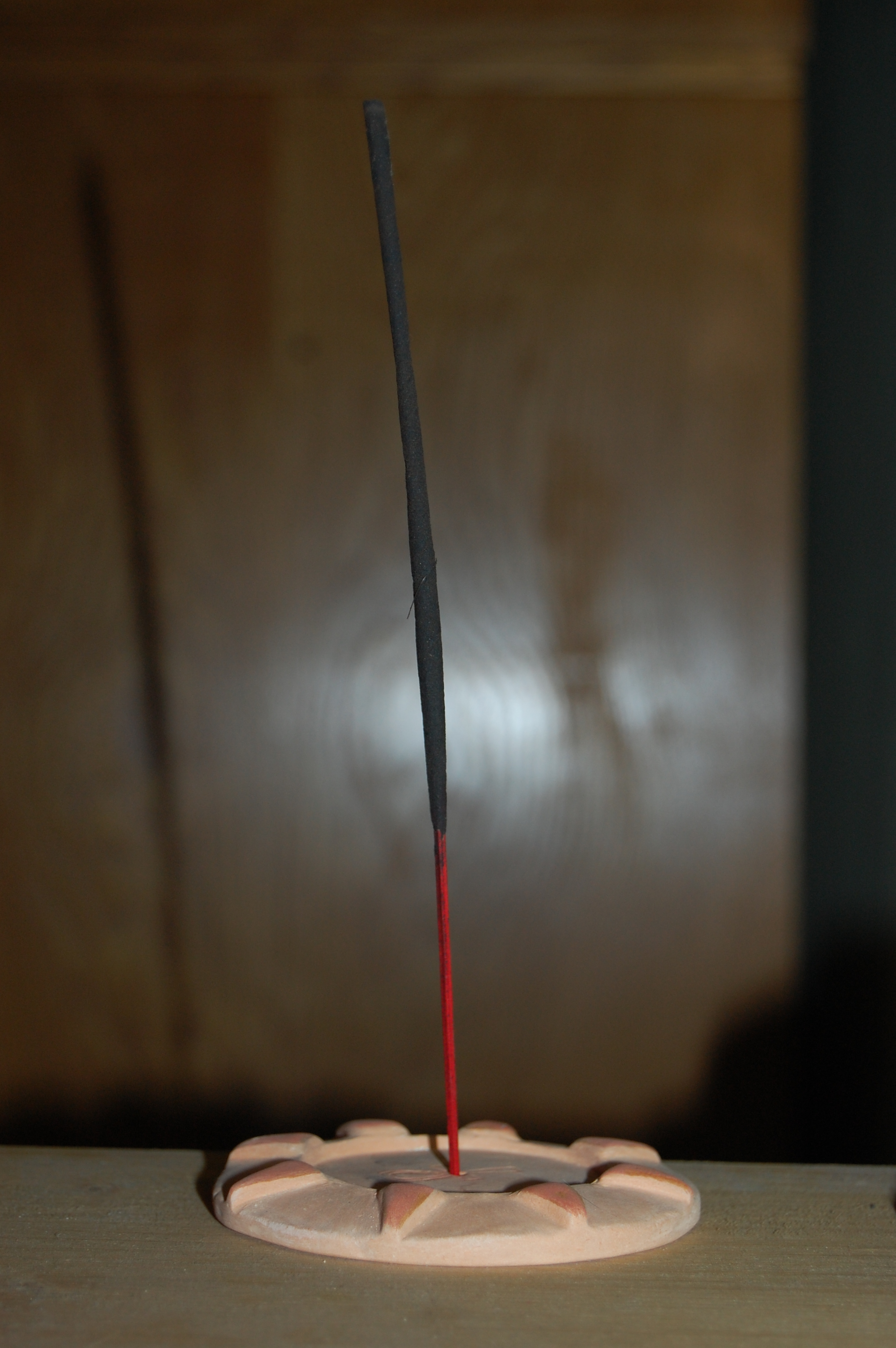
Vonná tyčinka ve stojánku

Vonná tyčinka je druh kadidla. Vonné tyčinky jsou tradičně zapalovány před asijskými náboženskými obrazy, modlami, soškami Buddhy či svatyněmi. Jsou náboženskou potřebou v Číně, Indii, Bangladéši, Vietnamu, Thajsku, Tchaj-wanu, Barmě, Kambodži, na Filipínách, v Jižní Koreji a Japonsku. Vyrábí se vonné tyčinky různých tvarů, velikostí, barev a vůní.
Celosvětově nejznámější a nejprodávanější je Nag Champa, s jemnou vůní santalového dřeva.
Z Tibetu jsou známé vonné provázky, zvané dhupaya, jedná se o specifický typ vonné tyčinky – prášek z bylin je zabalen do rýžového papíru, zamotán do spirály a poté se zapaluje a uvolňuje vůni.

## Rizika
Podle celosvětových lékařských výzkumů kouř vonných tyčinek obsahuje vysoké množství benzenu, butadienu a benzopyrenu, které mohou způsobovat leukémii, rakovinu plic, kůže a močového měchýře.

## Galerie

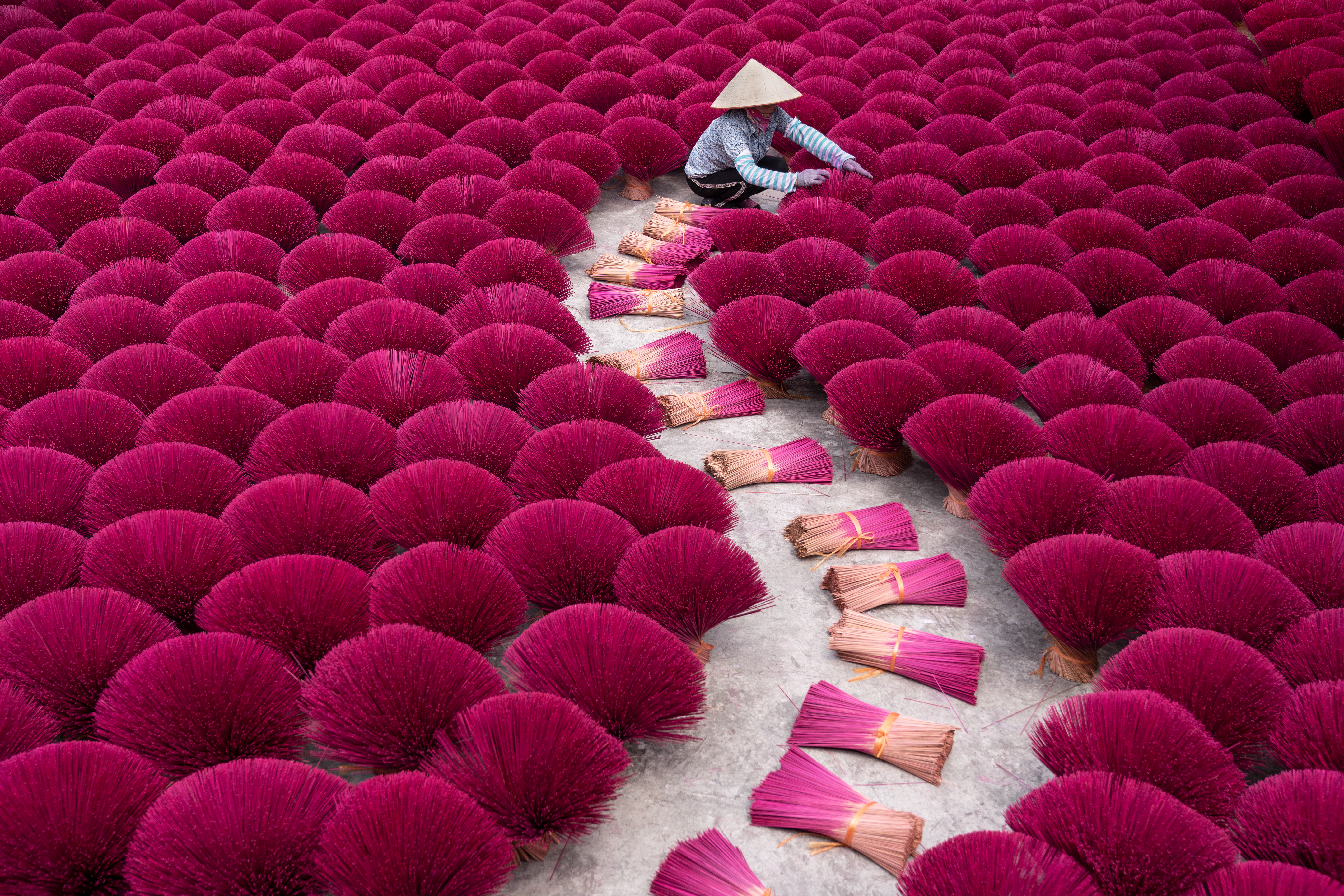
Sušení vonných tyčinek ve vesnici Quảng Phú Cầu nedaleko Hanoje
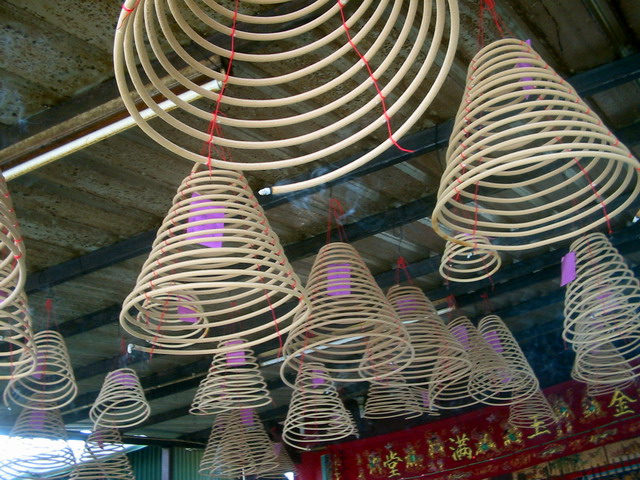
Spirálovité vonné tyčinky
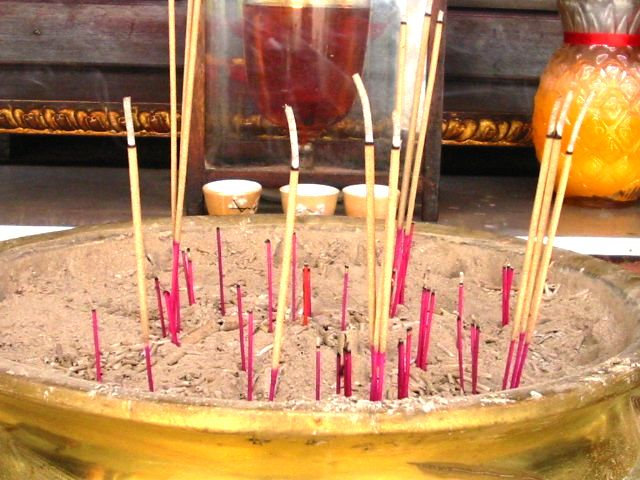
Hořící vonné tyčinky